# Silvina Moschini

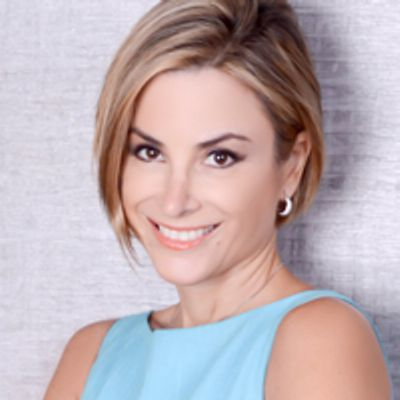
Silvina Moschini

Silvina Moschini (* 1972 in Azul, Argentinien) ist eine argentinische Unternehmerin und Wirtschaftsjournalistin.
Sie ist Gründerin und CEO von Intuic, Präsidentin der KMGi Group sowie Präsidentin von Transparent Business. Sie ist auch als Kolumnistin für die spanische Zeitung La Vanguardia tätig.

## Ausbildung
Moschini erlangte einen Bachelor in Public Relations an der Universidad Argentina de la Empresa (Buenos Aires, Argentinien), einen Abschluss in Marketing an der New York University sowie einen Master in Public Relations an der University of Houston (Texas). Es folgte ein Aufbaustudium im Bereich Management und Social Media Communication an der Wirtschaftsuniversität Luigi Bocconi, Libera Università di Lingue e Comunicazione(Mailand, Italien).

## Karriere
Nach der Arbeit im Protokoll des Präsidenten von Argentinien zog Moschini in die USA, wo sie die Möglichkeit erhielt, die lateinamerikanische Abteilung für Öffentlichkeitsarbeit der Firma Compaq zu leiten, die später von Hewlett-Packard übernommen wurde. Silvina Moschini arbeitete in verschiedenen Positionen in den Unternehmen Patagon.com und Grupo Santander Central Hispano, bevor sie zur Vizepräsidentin für Unternehmenskommunikation von Visa International wurde. Im Jahr 2003 verließ sie diesen Posten und gründete ihre eigene Social-Media-Agentur Intuic, deren Arbeit sich auf die Bereiche Markenbekanntheit und soziale Netzwerke konzentriert.
Silvina erschien mehrfach im TV-Sender CNN auf Spanisch und Nuestra Tele Noticias 24 Horas (NTN24), wo sie als Expertin für Internet-Trends wie Pinterest, Facebook und Wikipedia auftrat. Silvina Moschini hat vorgeschlagen, dass die Wikimedia Foundation unaufdringliche Werbung auf Wikipedia platzieren sollte, um „nicht nur in der Lage zu sein, die Server zu unterstützen und zu erhalten, sondern auch Verbesserungen der wissenschaftlichen Inhalte zu bezahlen“.
2012 heiratete Silvina Moschini den Unternehmer Alex Konanykhin, den sie erstmals über den Webdienst Match.com kennengelernt hatte.